# Lexington (Nebraska)
Lexington è una città della contea di Dawson, Nebraska, Stati Uniti. La popolazione era di 10.230 abitanti al censimento del 2010. È il capoluogo della contea di Dawson. Lexington è situata nel Nebraska meridionale, sul fiume Platte, a sud-est di North Platte. Si trova lungo il percorso della U.S. Route 30 e della Union Pacific Railroad. Negli anni 1860 era sede di una fermata lungo il Pony Express.

## Geografia fisica
Secondo lo United States Census Bureau, ha un'area totale di 4,51 mi² (11,68 km²).

## Storia
Lexington iniziò ad esistere come trading post di frontiera nel 1860. Il post è stato successivamente distrutto. Fort Plum Creek fu fondato vicino alle sue rovine nel 1864. Lexington fu fondata nel 1871. Originariamente si chiamava Plum Creek.

## Società

### Evoluzione demografica
Secondo il censimento del 2010, la popolazione era di 10.230 abitanti.

### Etnie e minoranze straniere
Secondo il censimento del 2010, la composizione etnica della città era formata dal 57,9% di bianchi, il 6,6% di afroamericani, l'1,2% di nativi americani, l'1,0% di asiatici, lo 0,4% di oceanici, il 29,7% di altre razze, e il 3,3% di due o più etnie. Ispanici o latinos di qualunque razza erano il 60,4% della popolazione.